# Adrián de la Fuente
Adrián de la Fuente Barquilla (El Escorial, 26 febbraio 1999) è un calciatore spagnolo, difensore del Levante.

## Carriera

### Club
Cresciuto nel settore giovanile del Real Madrid, dopo aver disputato due stagioni con la seconda squadra dei Blancos, il 14 settembre 2020 viene acquistato dal Villarreal B, con cui firma un triennale. Il 30 novembre 2021 esordisce con la prima squadra del Submarino Amarillo, in occasione dell'incontro di Coppa del Re vinto per 0-8 contro il Victoria.
Nella stagione 2024-2025 ha vinto la seconda divisione spagnola con il Levante.

### Nazionale
Ha giocato nella nazionale spagnola Under-19.

## Statistiche

### Presenze e reti nei club
Statistiche aggiornate al 3 novembre 2022.
| Stagione                    | Squadra                     | Campionato                  | Campionato | Campionato | Coppe nazionali | Coppe nazionali | Coppe nazionali | Coppe continentali | Coppe continentali | Coppe continentali | Altre coppe | Altre coppe | Altre coppe | Totale | Totale | Totale |
| Stagione                    | Squadra                     | Comp                        | Pres       | Reti       | Comp            | Pres            | Reti            | Comp               | Pres               | Reti               | Comp        | Pres        | Reti        | Pres   | Reti   |        |
| --------------------------- | --------------------------- | --------------------------- | ---------- | ---------- | --------------- | --------------- | --------------- | ------------------ | ------------------ | ------------------ | ----------- | ----------- | ----------- | ------ | ------ | ------ |
| 2018-2019                   | Real M. Castilla            | SDB                         | 28         | 1          | -               | -               | -               | -                  | -                  | -                  |             | -           | -           | 28     | 1      |        |
| 2019-2020                   | Real M. Castilla            | SDB                         | 14         | 1          | -               | -               | -               | -                  | -                  | -                  |             | -           | -           | 14     | 1      |        |
| Totale Real Madrid Castilla | Totale Real Madrid Castilla | Totale Real Madrid Castilla | 42         | 2          |                 | -               | -               |                    | -                  | -                  |             | -           | -           | 42     | 2      |        |
| 2020-2021                   | Villarreal B                | SDB                         | 18         | 0          | -               | -               | -               | -                  | -                  | -                  |             | -           | -           | 18     | 0      |        |
| 2021-2022                   | Villarreal B                | PR                          | 35+2       | 4+1        | -               | -               | -               | -                  | -                  | -                  |             | -           | -           | 37     | 5      |        |
| 2022-2023                   | Villarreal B                | SD                          | 12         | 1          | -               | -               | -               | -                  | -                  | -                  |             | -           | -           | 12     | 1      |        |
| Totale Villarreal B         | Totale Villarreal B         | Totale Villarreal B         | 65+2       | 5+1        |                 | -               | -               |                    | -                  | -                  |             | -           | -           | 67     | 6      |        |
| 2021-2022                   | Villarreal                  | PD                          | 0          | 0          | CR              | 1               | 0               | UCL                | -                  | -                  | SU          | -           | -           | 1      | 0      |        |
| 2022-2023                   | Villarreal                  | PD                          | 0          | 0          | CR              | 0               | 0               | UECL               | 5                  | 0                  | -           | -           | -           | 5      | 0      |        |
| Totale carriera             | Totale carriera             | Totale carriera             | 107+2      | 7+1        |                 | 1               | 0               |                    | 5                  | 0                  |             | -           | -           | 115    | 8      |        |

## Palmarès

### Club

#### Competizioni nazionali
- Segunda División: 1

Levante: 2024-2025